# Liste des villes jumelées de Pologne
 (décembre 2016).

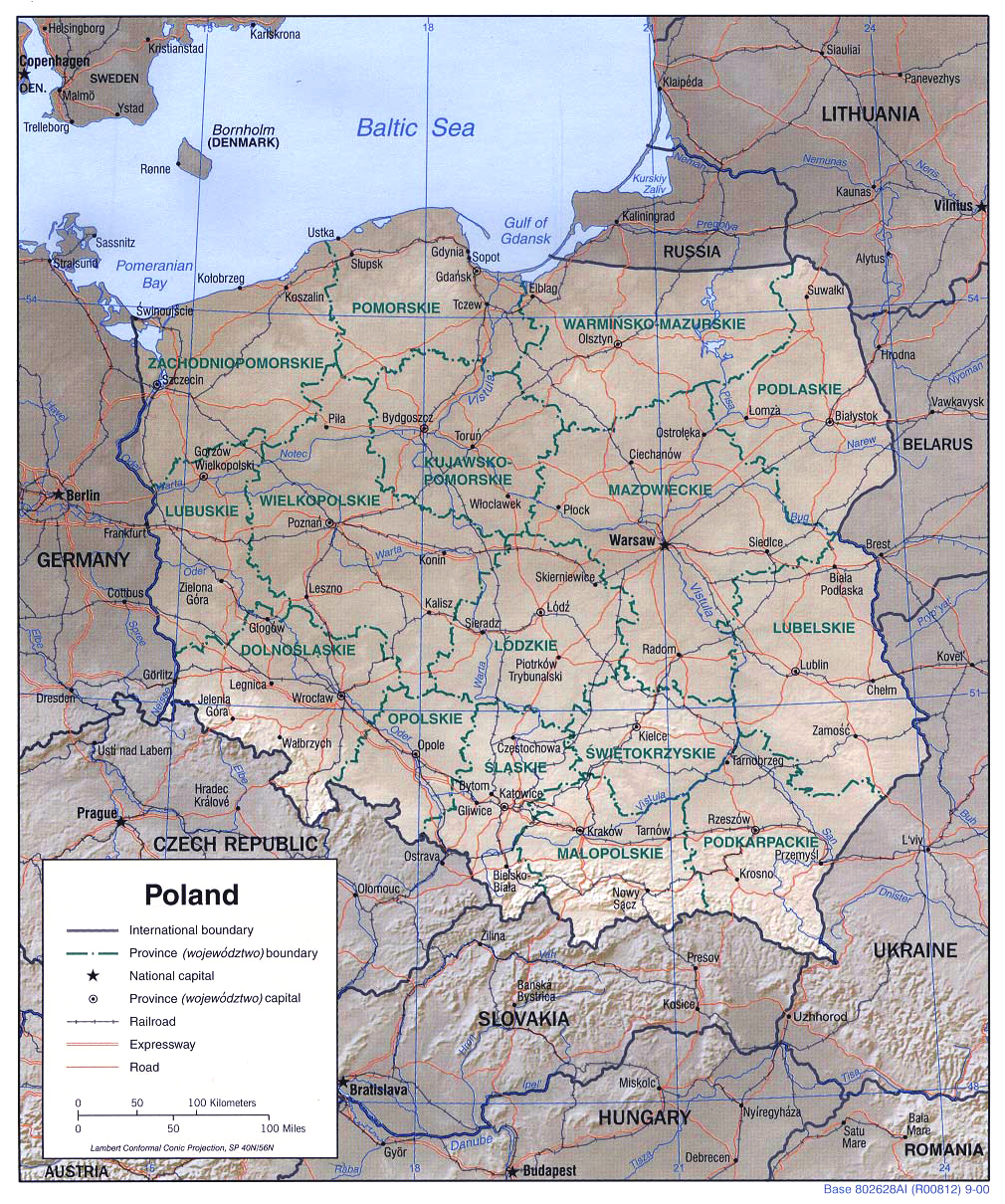
Carte de la Pologne.

Ceci est la liste des villes jumelées de Pologne ayant des liens permanents avec des communautés locales dans d'autres pays. Dans la plupart des cas, en particulier quand elle est officialisée par le gouvernement local, l'association est connue comme « jumelage » (même si d'autres termes, tels que « villes partenaires », Sister Cities ou « municipalités de l'amitié » sont parfois utilisés). La plupart des endroits sont des villes, mais cette liste comprend aussi des villages, des districts, comtés, etc., avec des liens similaires.
- Haut – A
- B
- C
- D
- E
- F
- G
- H
- I
- J
- K
- L
- M
- N
- O
- P
- Q
- R
- S
- T
- U
- V
- W
- X
- Y
- Z

## B

### Białystok[1]
| - Częstochowa, Pologne - Dijon, France,: - Eindhoven, Pays-Bas | - Hrodna, Biélorussie - Jelgava, Lettonie - Kaliningrad, Russie | - Kaunas, Lituanie - Milwaukee (Wisconsin), États-Unis - Tallinn, Estonie |

### Bielsko-Biała[4]
| - Acre, Israël - Baia Mare, Roumanie - Besançon, France - Berdiansk, Ukraine - Frýdek-Místek, République tchèque - Grand Rapids (Michigan), États-Unis - Kirklees, Royaume-Uni | - Kragujevac, Serbie - Lilienthal, Allemagne - Monreale, Italie - Rancagua, Chili - Shijiazhuang, Chine - Stadskanaal, Pays-Bas | - Szolnok, Hongrie - Tirlemont, Belgique - Třinec, République tchèque - Ustka, Pologne - Wolfsbourg, Allemagne - Žilina, Slovaquie |

### Bydgoszcz
- Kragujevac, Serbie[6]

## C

### Chojna
Chojna est un membre du Douzelage, une association de jumelage de 23 villes à travers l'Union européenne. Ce jumelage actif a commencé en 1991 et il y a des événements réguliers, comme un marché de produits de chacun des autres pays et festivals,.
| - Altea, Espagne - Bad Kötzting, Allemagne - Bellagio, Italie - Bundoran, Irlande - Granville, France - Holstebro, Danemark - Houffalize, Belgique - Judenburg, Autriche | - Karkkila, Finlande - Kőszeg, Hongrie - Marsaskala, Malte - Meerssen, Pays-Bas - Niederanven, Luxembourg - Oxelösund, Suède - Prienai, Lituanie | - Préveza, Grèce - Sesimbra, Portugal - Sherborne, Angleterre - Sigulda, Lettonie - Sušice, République tchèque - Türi, Estonie - Zvolen, Slovaquie |

### Częstochowa
- Bethléem, Palestine[9]

## E

### Elbląg[10]
| - Leer, Allemagne - Ronneby, Suède - Kaliningrad, Russie - Baltiysk, Russie - Druskininkai, Lituanie | - Liepāja, Lettonie - Navahroudak, Biélorussie - Ternopil, Ukraine - Compiègne, France - West Wiltshire, Royaume-Uni | - Coquimbo, Chili - Baoji, Chine - Tainan, Taïwan - Nowy Sącz, Pologne - Narva, Estonie |

## G

### Gdańsk[11]
| - Astana, Kazakhstan - Barcelone, Espagne - Brême, Allemagne - Cleveland, États-Unis - Helsingør, Danemark - Kaliningrad, Russie | - Kalmar, Suède - Odessa, Ukraine - Rotterdam, Pays-Bas | - Saint-Pétersbourg, Russie - Sefton, Angleterre - Turku, Finlande - Vilnius, Lituanie - Nice, France - Marseille, France |

## K

### Kalisz[13]
| - Erfurt et Hamm, Allemagne (1984 et 1991) - Heerhugowaard, Pays-Bas (1992) - Hautmont, France (1958) - Kamianets-Podilskyï, Ukraine (1993) - Bromölla, Suède - Preston et Southampton, Angleterre (1989) | - Martin, Slovaquie (1996) - Tongres, Belgique - Adria, Italie - Lünen, Allemagne - Porvoo, Finlande | - La Louvière, Belgique (1998) - Szentendre, Hongrie - Minsk, Biélorussie - Torgelow, Allemagne - Grimmen, Allemagne |

### Cracovie[14]
| - Bordeaux, France (1993) - Bratislava, Slovaquie, - Budapest, Hongrie (2005), - Cambridge (Massachusetts), États-Unis (1989) - Curitiba, Brésil (1993) - Cusco, Pérou, - Édimbourg, Écosse. (1995) - Fès, Maroc (2004) - Florence, Italie (1992) - Francfort, Allemagne (1991), - Göteborg, Suède (1990) | - Grozny, Russie (1997) - Innsbruck, Autriche (1998) - Kyoto, Japon [réf. nécessaire] - Kiev, Ukraine (1993) - La Serena, Chili (1995) - Lahore, Pakistan (2007) - Leipzig, Allemagne (1995), - Louvain, Belgique (1991) - Lviv, Ukraine (1995) - Milan, Italie (2003), - Niš, Serbie | - Nuremberg, Allemagne (1991) - Orléans, France (1992) - Pécs, Hongrie (1998) - Rochester (New York), États-Unis (1973) - Quito, Équateur - Saint-Pétersbourg, Russie (2006) - San Francisco, États-Unis (2009) - Séville, Espagne (2002) - Soleure, Suisse(1990) - Vilnius, Lituanie - Zagreb, Croatie (1975) ), |

## L

### Lublin[28]
- Kryvyï Rih, Ukraine(2023)
- Kharkiv, Ukraine(2022)
- Timișoara, Roumanie(2016)
- Tbilissi, Géorgie (pays)(2014)
- Nilüfer (Bursa), Turquie(2014)
- Soumy, Ukraine(2013)
- Rivne, Ukraine(2013)
- Jiaozuo, Chine(2010)
- Ivano-Frankivsk, Ukraine(2009)
- Lviv, Ukraine(2004)
- Alcalá de Henares, Espagne(2001)
- Pernik, Bulgarie(2000)
- Windsor (Ontario), Canada(2000)
- Panevėžys, Lituanie(1999)
- Érié, USA(1999)
- Viseu, Portugal(1998)
- Starobilsk, Ukraine(1996)
- Louhansk, Ukraine(1996)
- Loutsk, Ukraine(1996)
- Brest, Biélorussie (2009-22)[29]
- Debrecen, Hongrie (1995)
- Delmenhorst, Allemagne (1992)
- Münster, Allemagne (1991)
- Nancy, France (1988)

## M

### Mysłowice
- Enzkreis, Allemagne[30]
- Frýdek-Místek, République tchèque[30]

## O

### Olsztyn
- Gelsenkirchen, Allemagne[31]
- Bielsko-Biała, Pologne[4]

## P

### Poznań[32]
| - Assen, Pays-Bas - Berlin, Allemagne - Brașov, Roumanie - Brno, République tchèque - Hanovre, Allemagne | - Jyväskylä, Finlande (1974) - Kharkiv, Ukraine - Naplouse, Autorité palestinienne - Nottinghamshire, Angleterre - Plovdiv, Bulgarie | - Pozuelo de Alarcón, Espagne - Rennes, France - Shenzhen, Chine - Toledo (Ohio), États-Unis - Koutaïssi, Géorgie |

## R

### Rzeszów
- Košice, Slovaquie[36]

### Rybnik
Source
| - Bedburg-Hau, Allemagne - Dorsten, Allemagne (depuis le 15.04.1994), - Eurasburg, Allemagne (depuis le 05.07.2001) - Haderslev,Danemark - Ivano-Frankivsk, Ukraine (depuis le 12.10.2001) | - Karviná, République tchèque (depuis le 30.04.2004) - Larissa, Grèce (depuis le 13.06.2003) - Liévin, France (depuis le 04.12.2000) - Mazamet, France (depuis le 04.06.1993) | - Newtownabbey, Irlande du Nord (depuis le 18.10.2003) - Saint-Vallier, France (depuis le 05.07.1961) - Szolnok,Hongrie - Apskritis de Vilnius, Lituanie (depuis le 02.10.2000) |

## S

### Serock[38]
| - Celleno, Italie (1998) - Dzierżoniów, Pologne | - Ignalina, Lituanie (1999) | - Lanškroun, République tchèque (1999) |

## T

### Tarnobrzeg
- Banská Bystrica, Slovaquie (1995[39])
- Chernihiv, Ukraine
- Pont-à-Mousson, France (2024[40])

## V

### Varsovie
| - Berlin, Allemagne - Budapest, Hongrie | - Istanbul, Turquie, - Riga, Lettonie | - Tel Aviv, Israël |